# Paris (New York)
Paris è una città (town) statunitense della contea di Oneida, nello stato di New York. Il nome proviene da quello di uno dei suoi primi benefattori: il colonnello Isaac Paris. Il confine orientale della città coincide con quello della contea di Herkimer.

## Storia
La città venne fondata nel 1792 da una parte della città di Whitestown. Nel 1795 ne venne scorporata una parte per fondare la città di Sherburne, oggi appartenente alla contea di Chenango.
Nel 1996 la Chiesa e cimitero di St. Paul a Paris Hill è stata inserita nel registro nazionale delle località storiche.